# Randolph Stewart, Bá tước thứ 13 xứ Galloway
Randolph Keith Reginald Stewart, Bá tước thứ 13 xứ Galloway (14 tháng 10 năm 1928 - 27 tháng 3 năm 2020) là con trai duy nhất của Randolph Stewart, Bá tước 12 xứ Galloway.
Ông được chẩn đoán là bị tâm thần phân liệt (sau này được xác nhận là chứng tự kỷ), được điều trị vào năm 1952 bằng phương pháp phẫu thuật não với hy vọng kiểm soát được hành vi của mình. Sau khi phẫu thuật ông đã tiếp tục chữa bệnh bằng các liệu pháp tâm lý trong 15 năm tại bệnh viện Hoàng gia. Năm 1970, bố mẹ ông đã đưa ông vào Tu viện Transfiguration ở Roslin.
Ngày 17 tháng 10 năm 1975, ông kết hôn với Lily May Budge, con gái út của Andrew Miller. Lily đã chết vào năm 1999 mà không có người con nào với ông. Do không có con thừa kế tước vị và tài sản nên người anh em họ dòng thứ II là Andrew Clyde Stewart đã thừa kế tước vị và điền trang Bá tước xứ Galloway sau khi ông qua đời vào năm 2020 ở tuổi 91.

## Liên kết
- Hansard 1803–2005: contributions in Parliament by the Earl of Galloway